# 大阪市立新北島小学校
大阪市立新北島小学校（おおさかしりつ しんきたじましょうがっこう）は、大阪府大阪市住之江区新北島にある公立小学校である。

## 概要
地域の宅地開発に伴う児童数の増加により、1976年に大阪市立敷津浦小学校から分離開校した。

## 教育目標
豊かな心・確かな学力を持ち、たくましく生きる力を身につけた子どもを育てる

## 沿革
- 1976年4月1日 - 大阪市立新北島小学校として開校する。
- 1980年4月1日 - 校区を変更。従来の大阪市立平林小学校校区の一部を新北島小学校の校区に編入する。
- 2018年4月1日 - 校区を変更。新北島7丁目の通学区域校を平林小学校の校区に編入する[1]。

## 通学区域
- 大阪市住之江区 新北島1丁目 - 6丁目、8丁目。

卒業生は大阪市立新北島中学校に進学する。

## 交通・アクセス方法
- ニュートラム 平林駅 南東へ約1km。
- 地下鉄四つ橋線・ニュートラム 住之江公園駅 南西へ約1.3km。
- 大阪シティバス 住之江郵便局前バス停・新北島8丁目バス停 南へ約100m。（最寄り）